# Julio César Jiménez
Julio César Jiménez Tejito (født 27. august 1954) er en uruguayansk tidligere fodboldspiller (midtbane).
Jiménez spillede 21 kampe og scorede ét mål for Uruguays landshold. Han var en del af landets trup til VM 1974 i Vesttyskland, men var dog ikke på banen i turneringen, hvor uruguayanerne røg ud i kvartfinalen.
På klubplan spillede Jiménez blandt andet for Montevideo-storklubben Peñarol, som han vandt fire uruguayanske mesterskaber med.